# Engelsmanplaat

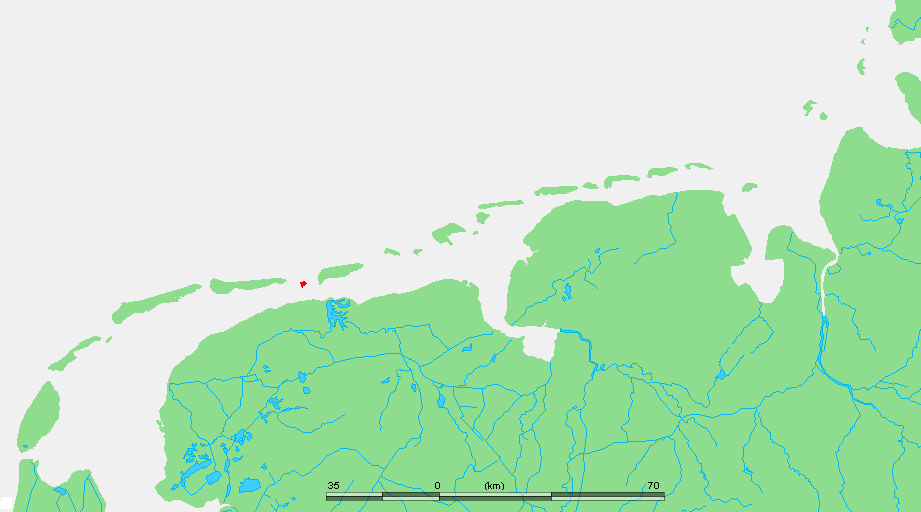
Engelsmanplaats läge i Vadehavet.

Engelsmanplaat (frisiska: De Kalkman) är en sandbank i Vadehavet, belägen mellan öarna Ameland och Schiermonnikoog. Sandbanken ligger ungefär 4 km från fastlandets kust.